# Самоходный грузовой вагон
Самоходный грузовой вагон — специальный вид технологического транспорта, предназначенный для транспортировки промышленных грузов. Используется преимущественно на горных предприятиях.

Конструктивная схема самоходного вагона: 1 — механизм управления; 2 — ходовая часть; 3 — аккумуляторная батарея; 4 — привод; 5 — кузов

## Классификация
Самоходные вагоны делятся на следующие типы:
- по назначению — на угольные, рудные, для вспомогательных грузов и пассажирские;
- по грузоподъёмности — на лёгкие (до 5т), средние (5…15т) и тяжёлые (свыше 15т);
- по способу разгрузки — на вагоны донным конвейером и с опрокидывающимся кузовом;
- по исполнению ходовой части — на пневмоколёсные, гусеничные и колёсно-рельсовые;
- по типу привода — на электрические, пневматические и дизельные.

## Расстояние транспортирования
Среднее расстояние транспортирования ими грузов при скорости движения 8…10 км/ч составляет 100…150 м, а максимальное — 200…300 м.

## Типоразмеры
Эти транспортные средства выпускают четырёх типоразмеров — грузоподъёмностью 5, 10, 15, 20 и 30 т. Обозначаются они, например, так: 1ВС-5 (первая модель, вагон самоходный грузоподъёмностью 5 т).
Выбор типоразмера вагонов, используемых во время проходки узких выработок небольшой длины, обусловливается техническими характеристиками комплекса, принятого для механизации работ в подготовительном забое.

## Самоходные вагоны типа ГЛВ
Для перевозки оборудования, материалов и людей на угольных шахтах любой категории по газу или опасных по случайному выбросу используют грузопассажирские самоходные вагоны типа ГЛВ (1,5; 3; 8т). В этом случае для обеспечения сцепления колёс с грунтом выработки необходимо, чтобы она была слабо обводнена и имела коэффициент крепости породы по шкале М. М. Протодьяконова не менее 4. Кроме того, поперечный уклон дороги не должен превышать 5°, а радиус поворотов — быть меньше 7 м.
Во время доставки к месту назначения крупногабаритных узлов оборудования (в период монтажно-демонтажных работ) или контейнеров, поддонов, кассет самоходные вагоны типа ГЛВ-3 могут передвигать на буксире грузовые платформы.

## Конструкция
Самоходный вагон (см. рис.) состоит из механизма управления 1, ходовой части 2, аккумуляторной батареи 3. привода 4 и кузова 5 (для мягких пород) оборудованного двухцепным конвейером. Крупнокусковую, абразивную, тяжёлую руду и породу перевозят вагонами с откидывающимся кузовом. Ходовая часть таких машин оснащена пневматическими шинами низкого давления с гидравлическим двусторонним управлением всех колёс.